# Jorge Lino Romero
Ne pas confondre avec Juan Ángel Romero (es) (1934–2009), attaquant paraguayen ayant joué le championnat sud-américain de football de 1953.
Jorge Lino Romero Santacruz, né le 23 septembre 1937, est un footballeur international paraguayen, évoluant au poste d'attaquant des années 1950 au début des années 1960.

## Biographie
Après avoir joué depuis ses débuts professionnels au Paraguay, Romero part en 1958 rejoindre le Real Oviedo, tout juste promu en première division espagnole : après trois saisons et 29 matchs joués avec le club pour huit buts inscrits, Romero prend sa retraite.
Jorge Lino Romero joue une dizaine de matchs avec la sélection nationale, dans des matchs amicaux et en Coupe du monde. C'est lors de la Coupe du monde 1958 que Romero marque deux buts, l'un contre la France et l'autre contre la Yougoslavie.